# Pterygodium connivens
Pterygodium connivens là một loài thực vật có hoa trong họ Lan. Loài này được Schelpe miêu tả khoa học đầu tiên năm 1982.